# Hasle bei Burgdorf
Hasle bei Burgdorf ist eine Einwohnergemeinde im Schweizer Kanton Bern. Sie gehört zum Verwaltungskreis Emmental.

## Geographie
Hasle bei Burgdorf liegt auf 571 m ü. M., 5 km südsüdöstlich der Stadt Burgdorf (Luftlinie). Das Dorf erstreckt sich im Emmental in der Talaue und auf der angrenzenden Geländeterrasse auf der linken Seite der Emme, im Molassehügelland des höheren Schweizer Mittellandes.
Die Fläche des 21,9 km² grossen Gemeindegebiets umfasst einen Abschnitt des Emmentals. Die nordöstliche Grenze verläuft stets entlang der kanalisierten und begradigten Emme. Als Hauptsiedlungsgebiet dienen die Talaue und die Schotterterrassen, die rund 20 m höher als das Flussbett liegen. Das Emmental weist im Bereich von Hasle bei Burgdorf eine Breite von rund 1 bis 2 km auf. Von Südwesten und Süden münden hier vier Seitentäler in das Emmental, nämlich das Biembachtal, das Bigental, der Talgraben und das Goldbachtal. Fast das ganze Einzugsgebiet des Biembachtals gehört zu Hasle bei Burgdorf, während bei den übrigen Tälern jeweils nur der unterste Abschnitt zum Gemeindegebiet zählt.
Der gesamte westliche und südliche Teil des Gemeindebanns wird von Molassehöhen zwischen dem Emmental und dem Aaretal eingenommen. Diese Landschaft wird charakterisiert durch zahlreiche Hügelkämme sowie Täler und Gräben, welche oft sehr starke Hangneigungen zeigen, was die landwirtschaftliche Bearbeitung dieses Gebietes erschwert. In den höheren Lagen herrschen deshalb Wald und Weideland vor. Das Hügelland erreicht durchschnittliche Höhen von 800 m ü. M. Auf der Wägesse, einem breiten Kamm zwischen dem Biembachtal und dem Widimattgraben (Seitental des Bigentals), wird mit 918 m ü. M. der höchste Punkt von Hasle bei Burgdorf erreicht. Von der Gemeindefläche entfielen 1997 7 % auf Siedlungen, 32 % auf Wald und Gehölze, 60 % auf Landwirtschaft, und etwas weniger als 1 % war unproduktives Land.

## Gemeindegliederung
Hasle bei Burgdorf wird in vier Gemeindeteile, sogenannte Viertel (heute Schulbezirke), gegliedert, welche symbolisch als vier Haselblätter im Wappen von Hasle dargestellt werden:
- Hasle im Emmental mit den Siedlungen Kalchofen (570 m ü. M.) und Tschamerii (558 m ü. M.) in der Talaue
- Biembach im Tal des Biembachs südwestlich des Dorfes mit den Hauptsiedlungen Stollen (620 m ü. M.), Biembach (642 m ü. M.) und Äschbach (725 m ü. M.)
- Schafhausen (606 m ü. M.) im Bigental südlich des Dorfes mit den Weilern Uetigen (595 m ü. M.), Untergomerkinden (627 m ü. M.), Obergomerkinden (630 m ü. M.), alle am Biglenbach, und Schwand (820 m ü. M.) auf der Höhe westlich des Bigentals
- Goldbach (586 m ü. M.) am gleichnamigen Bach südöstlich des Dorfes mit den Weilern Bigel (611 m ü. M.) am Eingang in den Talgraben, Tal (674 m ü. M.) im Talgraben und Otzenberg (727 m ü. M.) auf einer Höhe westlich des Goldbachtals

Daneben gehören zahlreiche Hofgruppen und Einzelhöfe, die weit verstreut in den Tälern und auf den Hügeln liegen, zur Gemeinde. Nachbargemeinden von Hasle bei Burgdorf sind Rüegsau, Lützelflüh, Rüderswil, Walkringen, Vechigen, Oberburg, Burgdorf und Heimiswil.

## Bevölkerung
Mit 3397 Einwohnern (Stand 31. Dezember 2023) gehört Hasle bei Burgdorf zu den mittelgrossen Gemeinden des Kantons Bern. Im Jahr 2000 waren von den Bewohnern 95,9 % deutschsprachig, 0,8 % sprechen Serbokroatisch und 0,4 % Albanisch. Die Bevölkerungszahl von Hasle bei Burgdorf belief sich 1850 auf 2253 Einwohner, 1900 auf 2390 Einwohner. Im Verlauf des 20. Jahrhunderts nahm die Bevölkerungszahl bis 1970 langsam auf 2944 Personen zu. Eine starke Abwanderung während der 1970er-Jahre führte zu einem Bevölkerungsrückgang auf 2682 Einwohner (1980). Seither wurde wieder eine leichte Bevölkerungszunahme verzeichnet.

## Politik
Die Stimmenanteile der Parteien anlässlich der Nationalratswahl 2023 betrugen: SVP 42,8 % (+3,6 %), SP 12,5 % (+3,0 %), Mitte 11,3 % (−2,0 %), EVP 7,8 % (+1,7 %), glp 6,3 % (−1,5 %), GPS 6,0 % (−1,6 %), EDU 5,8 % (±0,0 %), FDP 4,0 % (−1,2 %).

## Wirtschaft
Hasle bei Burgdorf war bis in die zweite Hälfte des 19. Jahrhunderts ein vorwiegend durch die Landwirtschaft geprägtes Dorf. Schon früh entwickelte sich aber in der Hauptsiedlung Hasle Gewerbe und Industrie. Hier entstanden im Lauf des 19. Jahrhunderts eine Hutfabrik, eine Weberei und eine Brauerei.
Das grosse Hinterland lebt aber bis heute von der Landwirtschaft, insbesondere von Milchwirtschaft und Viehzucht, daneben gibt es auch Ackerbau und Obstbau. Zahlreiche weitere Arbeitsplätze sind im Gewerbe und im Dienstleistungssektor vorhanden. In Hasle bei Burgdorf gibt es heute eine Firma für Industriebedarf sowie eine Parkettfabrik, und es sind Betriebe des Baugewerbes, der Futtermittelindustrie, der Elektrobranche und der Holzverarbeitung vertreten. Auf der Schotterterrasse südlich des Dorfes werden mehrere Kiesgruben ausgebeutet. Viele Erwerbstätige sind auch Wegpendler, die hauptsächlich in der Region Burgdorf und in der Agglomeration Bern arbeiten.
Durch die enge Zusammenarbeit mit der Nachbargemeinde Rüegsau tragen die Post, der Bahnhof, die Sekundarschule sowie einige Vereine und Geschäfte den Ortsnamen Hasle-Rüegsau.

## Verkehr
Die Gemeinde ist verkehrstechnisch recht gut erschlossen. Sie liegt an der Hauptstrasse von Burgdorf nach Langnau im Emmental. Am 12. Mai 1881 wurde die Eisenbahnlinie von Burgdorf nach Langnau mit dem Bahnhof Hasle-Rüegsau eröffnet. Die Inbetriebnahme der Strecke von Hasle-Rüegsau nach Thun erfolgte am 21. Juli 1899. Für die Feinverteilung im öffentlichen Verkehr sorgt ein Postautokurs, welcher die Strecke von Hasle-Rüegsau nach Affoltern im Emmental bedient.

## Geschichte

Luftbild von Walter Mittelholzer (1923)

Bereits im Jahr 894 werden die Siedlungen Uetigen (Utingun), Gomerkinden (Comirichingun), Bigel (Pigiluna) und weitere Weiler in einer Schenkung an das Kloster St. Gallen erwähnt. Die erste urkundliche Erwähnung von Hasle erfolgte jedoch erst 1255 unter dem Namen Hasela. Später erschienen die Bezeichnungen Hasle (1261), Hassly (1531) und Hassle (1574). Der Ortsname geht auf das althochdeutsche Wort hasal (Haselstrauch) zurück.
Im Mittelalter unterstand Hasle bei Burgdorf der Oberhoheit der Kyburger. Es war Teil des Landgerichts Ranflüh und geriet 1384 unter Berner Herrschaft. Im Jahr 1525 wurde das Dorf dem Schultheissenamt Burgdorf zugeordnet. Nach dem Zusammenbruch des Ancien Régime (1798) gehörte Hasle bei Burgdorf während der Helvetik zum Distrikt Burgdorf und ab 1803 zum Oberamt Burgdorf, das mit der neuen Kantonsverfassung von 1831 den Status eines Amtsbezirks erhielt.

## Persönlichkeiten
- Michael Hofer (* 9. Juli 1851 in Hasle bei Burgdorf; † 4. April 1922 in Rüdtligen-Alchenflüh), Landwirt und Politiker, Nationalrat
- Hans Müller (* 4. Oktober 1891 in Hasle bei Burgdorf; † 5. Dezember 1988 in Grosshöchstetten), Agrarpolitiker und Agrarwissenschaftler

## Sehenswürdigkeiten

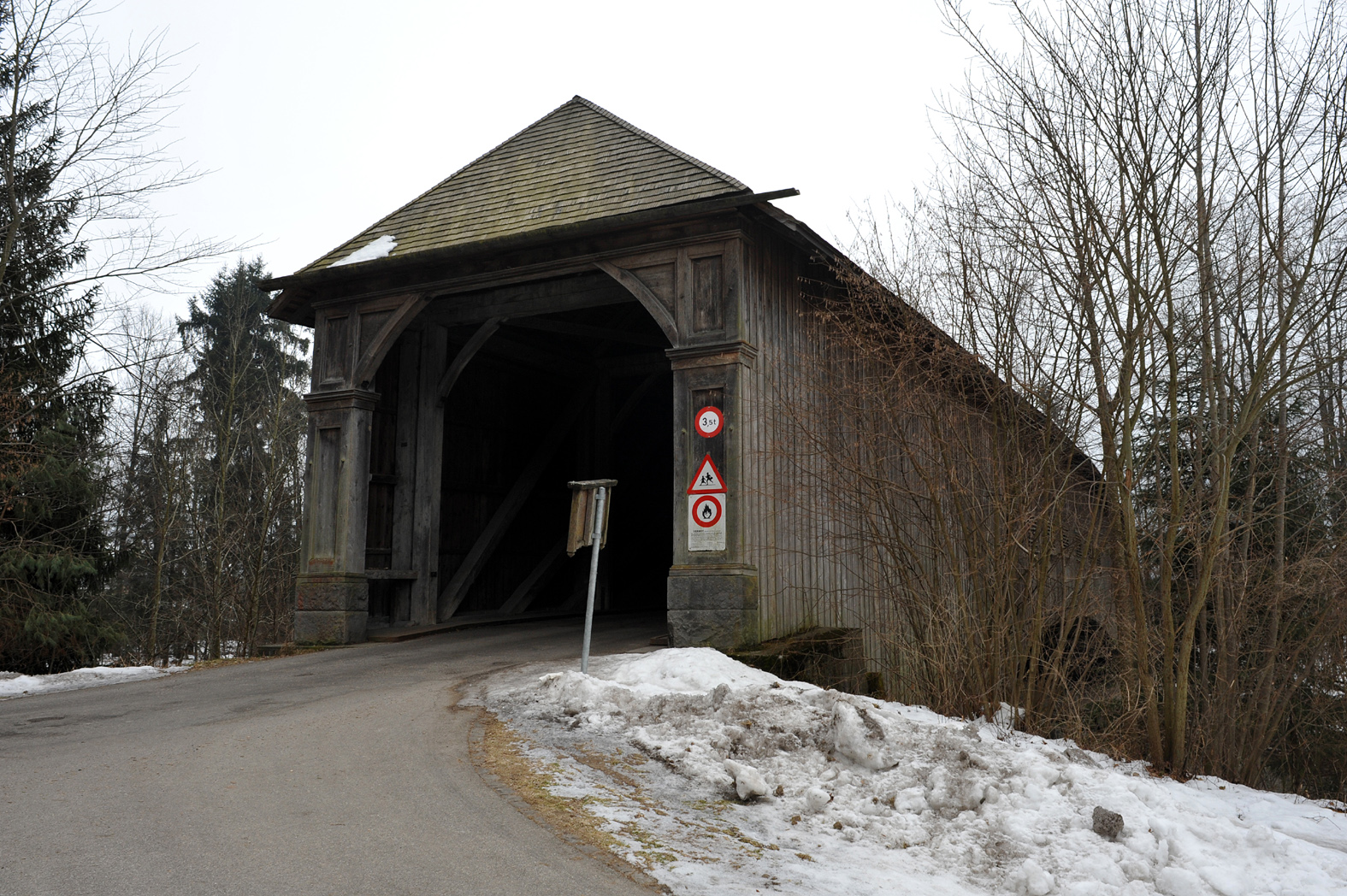
Alte, gedeckte Brücke

Die reformierte Kirche geht ursprünglich auf einen mittelalterlichen Bau zurück, wurde aber von 1678 bis 1680 im Stil des Barock weitgehend neu erbaut. Erhalten sind spätgotische Fresken vom Vorgängerbau aus dem 15. Jahrhundert. Die gedeckte Holzbrücke nördlich des Dorfes wurde 1839 errichtet und ist mit einer Bogenspannweite von 60,15 m die längste Holzbogen-Spannbrücke Europas.